# أروماغ (كيبك)
أروماغ (بالإنجليزية: Armagh, Quebec)‏ هي بلدية محلية في كيبيك تقع في كندا في Bellechasse regional county municipality. يقدر عدد سكانها بـ 1,491 نسمة ومساحتها 170.10 كم2 .